# Paeonia sterniana
Paeonia sterniana är en pionväxtart som beskrevs av Fletcher. Paeonia sterniana ingår i släktet pioner, och familjen pionväxter. Inga underarter finns listade i Catalogue of Life.